# التنظيم الاجتماعي الإيزيدي
هناك هيكل تنظيمي اجتماعي داخل المجتمع اليزيدي. تنقسم البنية الطبقية إلى ثلاث طبقات رئيسية، وهي المريدون، والشيوخ، والبير. بالإضافة إلى ذلك، توجد مناصب مخصصة لكبار الشخصيات في التسلسل الهرمي لاليزيدية.

## الأمير (مير)
يُعدّ أمير قضاء الشيخان أعلى سلطة دينية وسياسية في عموم المجتمع اليزيدي. وباعتباره أحد شيوخ القاطاني، يُنظر إليه على أنه الخليفة الشرعي لـعدي بن مسافر. تمتدّ سلطة الأمير لتشمل المجتمعات المجاورة، بينما تقلّ في المجتمعات اليزيدية الأبعد والأقل ترابطًا، مثل الكرد في جورجيا وبعض مجتمعات اليزيدية الأخرى. ومع ذلك، من الناحية النظرية، خصوصًا في المهجر، يُمثّل الأمير جميع اليزيديين، وتُعدّ قراراته مُلزِمة، كما يتمتع بسلطتين تشريعية وتنفيذية.
وبصفته رئيس المجلس الروحي، يمتلك سلطة تعيين بابا الشيخ، ويشرف على إدارة لالش، ويتلقى القرابين من الرحلة السنوية واستعراض السنجق في المجتمعات اليزيدية. بالإضافة إلى ذلك، يتمتع الأمير ببعض النفوذ السياسي في الساحة العراقية.
الأمير الحالي هو حازم تحسين بك، لكن بعض اليزيديين ذوي الانتماءات السياسية المعارضة قرروا تعيين نايف داوود كأمير لهم. حازم تحسين كان نائبًا سابقًا في برلمان إقليم كردستان العراق في العراق. أما الأمير السابق، فكان والده تحسين بك سعيد، الذي توفي في يناير 2019 في ألمانيا، وكان على رأس المجتمع اليزيدي لنحو 75 عامًا. تقيم عائلة الأمير في باعذرة.

## إكتيارê ميرغهê (Extiyarê Mergehê)
يُعدّ "إكتيارê ميرغهê" (كبير منطقة "ميرغه"، أي المنطقة التي تقع فيها لالش)، والمعروف أيضًا باسم "بابا شيخ" (بمعنى "الأب الشيخ")، أعلى سلطة دينية روحية لدى جميع اليزيديين. ويُمنح هذا المنصب غالبًا بالوراثة، لكنه يُعيَّن رسميًا من قبل الأمير (مير). ومن بين مهامه وواجباته:
1. زيارة القرى اليزيدية مرتين في السنة لإطلاعها على المستجدات الدينية وحل النزاعات الداخلية.
2. الصيام لفترات طويلة من أربعين يومًا في الصيف (چيله هاڤينه) والشتاء (چيله زڤستانه).
3. إرشاد رجال الدين الآخرين وتعليمهم واجباتهم الدينية.
4. زيارة لالش والمشاركة في الأعياد والمناسبات والطقوس الدينية.

يجب أن يكون بابا الشيخ من السلالة الدينية الشمسانية (Şemsanî) المنحدرة من فخر الدين بن عدي، الذي كان أول من شغل منصب "إكتيارê ميرغهê". ولا يمكن عزل بابا الشيخ أو استبداله إلا في حالة وفاته أو تَركه للدين اليزيدي. بابا الشيخ الحالي هو علي إلياس، بينما كان البابا الشيخ السابق هو خرتو حاجي إسماعيل. وعادةً ما يُنقل هذا المنصب بالوراثة من الأب إلى الابن، إلا أن التعيين الرسمي يجب أن يتم من قبل الأمير.

## الشيخ
تتمثل المهمة الرسمية للشيخ في أن يكون مرشدًا روحيًا لأتباعه، ولذلك يجوز له إلقاء الخطب، وفرض المحرّمات على أتباعه (المريدين)، وتأليف الأدعية لهم. يُلزم جميع اليزيديين، بمن فيهم المنتمين إلى طبقتي الشيوخ والبِير، بأن يكون لكل منهم شيخ وبير. ويُتوقّع من الشيخ أن يحضر المناسبات المهمة لأتباعه، مثل الولادات، والجنائز، وحفلات الزفاف. ولقاء هذه المهمة، يمنح الأتباع مبلغًا ماليًا سنويًا محددًا لشيوخهم.
كلمة "شيخ" في العربية تحمل المعنى نفسه لكلمة "بير" في الكردية.
يعتقد العديد من اليزيديين أن تكريم الشيخ الحي يُعد بمثابة عبادة للشخصية المقدسة التي يحمل الشيخ اسمها وينتمي إلى نسبها. وينقسم الشيوخ إلى ثلاث مجموعات رئيسية: الشمسانية، والأدانية، والقاطانية. وتنقسم هذه المجموعات بدورها إلى أنساب وعشائر فرعية أصغر. يُعتقد أن الشمسانية ينحدرون من أبناء إيزدينا مير الأربعة، وهو آخر حاكم يزيدي سبق وصول عدي بن مسافر إلى لالش، أما الأدانية فيزعمون أنهم من نسل الحسن بن عدي، حفيد شقيق الشيخ عدي، وتزعم القاطانية أنهم من نسل الشيخو بكير (Şêxûbekir)، الذي يُعتقد أنه كان من أقارب الشيخ عدي.
وهذه المجموعات الثلاث تنقسم بدورها إلى أنساب فرعية وعشائر أصغر على النحو التالي:

### الشمسانية
الشمسانية مقسمة إلى أربعة فروع، كل منها ينحدر من أبناء إيزدينا مير الأربعة:
1. شمس الدين – مقسمة إلى سلالات أصغر (مدرجة أدناه)
2. فخر الدين بن عدي – مقسمة إلى سلالات أصغر (مدرجة أدناه)
3. ناصر الدين – غير مقسمة إلى سلالات أصغر
4. سجادين – غير مقسمة إلى سلالات أصغر

| Şêşims (شمس الدين) 1. شيخ علي شمس 2. شيخ أمادين شمس 3. شيخ أفيندي شمس 4. شيخ باباديني شمس 5. شيخ بافيكي شمس 6. شيخ عبدالي شمس 7. شيخ حسن شمس 8. شيخ رش (جنتيار) 9. شيخ توكيلي شمس 10. شيخ خضيري شمس 11. سيتيا إس (إيس) 12. سيتيا نصرت 13. سيتيا بلكان (بلقان) | فخر الدين بن عدي 1. شيخ بدير 2. شيخ 3. خاتؤنا فخرى (خاتونا فخرى) |

### عدني –الحسن بن عدي
1. شيخ إبراهيم ختيمي
2. شيخ عتيما
3. شيخ موسى سور
4. شرف الدين بن الحسن
5. شيخ زندين
6. سيتيا جول

### قطاني
- ديرويش قاپان
  - ديرويش جيرجين
    - ديرويش غورجين
      - ديرويش رزوان
        - ديرويش مسكين
          - ديرويش ميشتالتاين
            - ديرويش آدم، وفقًا للتقاليد الشفوية الإيزيدية، عاش ديرويش آدم في زمن الشيخ عدي. لم يرغب في أن يكون ديرويشًا بعد الآن، فبعثه الشيخ عدي إلى مقاطعة خراسان إلى مير محمدي خورستاني ليتزوج من ابنته، خجيجة خورستاني. ومن زواجهما وُلد ديرويش إبراهيم.
              - ديرويش إبراهيم / مير إبراهيم، عاش بعد الشيخ عدي وكان ديرويشًا وميرًا في آن واحد
                - شيخ
                  1. الشيخ عبدالقادر
                  2. الشيخ إسماعيل أنزلي
                  3. الشيخ كارا
                  4. الشيخ مافي زر
                  5. الشيخ محمدي باتيني
                  6. الشيخ سوري سورا
                  7. الشيخ خليفة

## بير
مهام البير مشابهة لتلك التي يقوم بها الشيخ، يمكنه حضور معظم الفعاليات التي يحضرها الشيخ إذا لم يكن الشيخ قادرًا على الحضور، ولكنه يحصل على نصف المبلغ الذي يتقاضاه الشيخ مقابل ذلك.

### سلالات طبقة البير
تم تسجيل السلالات التالية بواسطة خانا عمرخالي:
1. أفا
2. آل
3. الوبكير (ألوبكير)
4. أتقاتي
5. أكسا
6. باد (بات)
7. بازيد
8. بئري
9. بيبون
10. بوال
11. بوز (بوز)
12. بو
13. بوب (بوب)
14. بوك
15. جرفان (جروان، جبران، جرفا)
16. تشاك
17. تشيلة
18. دافود (داودي بن ديرمان)
19. دلي
20. دوا
21. دربس (دربيس)
22. عفديا
23. إزيد
24. جفانê زرزان
25. جرجر
26. حجيال
27. حجخال
28. حجي علي (حجي علي ميمين)
29. حجي محمد (بزورت)
30. حميد بابا
31. هملي
32. حسن
33. حسن جكير
34. حسن جيناري (حسن جينري)
35. حسن دقيق
36. حسن تيك
37. حسن بير
38. حسن شيرين
39. حسيمان (حسن ميمان) (بيره تشيل بيرا 'بير الأربعين بير')
40. حسنالكه (حسن إلكا)
41. حسنناك (حسنماك، حسنناك)
42. هسيم
43. هو
44. إيس
45. إيسيبيا (إيسيبييا)
46. كمالة
47. كوكي
48. ليبلان (ليبنا، ليبينا)
49. لوفي
50. ملا بالا
51. مهبوف (مبوب)
52. محي يشان
53. محمد ريبن
54. محمود
55. ممة رشان (محمد رشان)
56. ممة شيڤان
57. من
58. مند
59. منصور
60. مقلبز (ملقبز)
61. مروان (مرون)
62. ميسور
63. مومن
64. موسى (موسي)
65. نڤدار
66. عمرخالي (عمرê خالا)
67. قديبلبان
68. قلندر
69. قرجر
70. قليج
71. رشê حيران
72. رشيد مراف
73. سباطي (صبا)
74. سينيبالا
75. سينانزار
76. سينيخالي
77. شاليار
78. شامية
79. ترجمان
80. توسكي
81. توز
82. خانية
83. خفوف
84. خمسي
85. ختيبيصي (ختب بيسي)
86. خوشافة (خوش آفا)
87. زكير (زكير)

## بشيمام
البشيمام مسؤولون عن إجراء مراسم الزواج، ويتم تعيينهم من قبل المير من عائلة البشيمام. لا يمكن عزلهم، ولا يتم استبدالهم إلا إذا توفوا أو تركوا الديانة الإيزيدية.
أنواع البشيمام هي:
- بشيمام الكبير (Pêşîmamê Mezin)
- بشيمام الفقير (Pêşîmamê Feqîran)
- بشيمام بابا الشيخ (Pêşîmamê Bavê Şêx)

## كوشك
الكوشك هم المنجمون الذين يقودهم بابا الشيخ. يجمعون الحطب والماء إلى جانب الواجبات الأخرى التي يقومون بها، كما أنهم يصومون أربعين يومًا في الشتاء والصيف، ويؤدون مهام البير أو الشيخ الغائبين. يشتهرون بدورهم كمعالجين تقليديين وقدرتهم على رؤية المستقبل وإصدار النبؤات بالإضافة إلى تفسير الأحلام والتواصل مع الأموات والعالم الغيبي. يزورهم الناس عندما يحتاجون إلى نصيحة أو تفسير لأحلامهم أو رؤاهم. عند استشارتهم، يفكر الكوشك أو يحلمون حول الطلب أو التشخيص حتى يحددوا في النهاية أي قديس إيزيدي قد يكون مفيدًا. يرتبط العديد من القديسين بصفات علاجية، بما في ذلك الشيخ ماند لعضات الأفاعي، والشيخ موسى والشيخ حسن للمشاكل الروماتيزمية والتنفسية، والشيخ شرف الدين لمشاكل الجلد، والشيخ أمادين لآلام المعدة.

## فقير
الفقيرون يكرسون حياتهم بالكامل لخدمة الدين وقد يلتزمون بجميع الطقوس والمحرمات والأعمال الدينية. هذا المنصب متاح لجميع الإيزيديين الذين يعيشون حياة تقية ومتواضعة وزاهدة ويتلقون النداء. لا يشير الفقيرون إلى طبقة متميزة داخل الإيزيديين، ومع ذلك، يُطلق على الفقيرين الذين ينتمون إلى الطبقات الدينية لقب "فقير دُوناو"، أي فقير ذو شرفين، بينما يُطلق على الفقيرين من طبقة الميريد لقب "فقير يِكناو"، أي فقير ذو شرف واحد. يرتدي الفقيرون زيًا مميزًا، مصنوعًا من الصوف الأسود ويُسمى خيرقە والذي تم تعميده في الربيع الأبيض في لالش. بالإضافة إلى ذلك، يرتدون أحزمة حمراء، خواتم نحاسية وقبعات تسمى كوليك، التي تمثل تاج الشيخ عدي، ولذلك يُطلق عليهم أحيانًا "كاراباش" (الرؤوس السوداء) بسبب لونها الأسود. لا تُلقى الخيرقە التي تصبح بالية، بل يتم تخزينها في ضريح حتى تتحلل. بالإضافة إلى لالش، توجد هذه الأضرحة في سنجار في ضريح بير أخي، وفي الهوى (عفرين)، جبل الأكراد في ضريح ملك عدي. الفقيرون، الذين يرمزون إلى الطهارة الدينية، لا يحلقون لحاهم ويشاركون أيضًا في العديد من الطقوس، بما في ذلك توَاف وجنعة جماعية في المواكب حيث يمثلون الشيخ عدي. الفقيرون يحظون باحترام كبير وفي مجتمعاتهم قد يتعاملون مع التوسط والمصالحة. حتى رجال الدين والمختار يطيعون أحكامهم، وعندما يدخلون غرفة وهم يرتدون الخيرقە، يُطلب من الجميع الوقوف لتحيتهم وإظهار الاحترام لهم، بما في ذلك المير وكبار السن.

## قوال
القوالون هم مجموعة وراثية من مؤدي الأناشيد الدينية الإيزيدية الذين جاءوا تقليديًا من قبيلتين قائمة قبائل الكرد من الميريد: دوملي وهكاري. ومع ذلك، هناك في الآونة الأخيرة بعض القوالين الذين ينتمون إلى قبيلة ماموسي. القوالون هم الأفراد الرئيسيون المسؤولون عن الحفاظ على وتناقل اليزيدية. يُعتبر مركز القوالين تقليديًا قريتي بعشيقة وبحزاني، حيث، وفقًا للتاريخ الشفوي، كانت توجد مدارس للقوالين حتى بداية القرن العشرين. كان الأطفال من عائلات القوالين يُرسلون إلى هذه المدارس لتعلم النصوص الدينية والعزف على الآلات الموسيقية المقدسة مثل دف وشباب. رغم دور القوالين، فإن مهمة حفظ ونقل وتفسير النصوص الدينية لا يتم تنفيذها حصريًا من قبل القوالين، بل أيضًا من قبل ممثلي طبقة كهنوتية من الفقيرين، والكوشك، و"قوالبِيج" مختلفين من طبقة الميريد.
اشتهر القوالون بشكل خاص بفضل دورهم في مراسم تواوسغيران، حيث يزورون مجتمعات إيزيدية مختلفة في مناطق متنوعة مع تمثال توَوس المقدس (اليزيدية), ويؤدون ويقرؤون النصوص الدينية، ويعلمونها للمهتمين، ويتبادلون الأخبار ويجمعون التبرعات الدينية من أجل لالش. كما يقرأ القوالون النصوص الدينية في الولائم الإيزيدية الكبيرة التي تُحتفل بها في لالش. على سبيل المثال، خلال مراسم سما في عيد التجمع، يجلس خمسة قوالين (بينما يُطلب من الآخرين الموجودين في المراسم الوقوف) بالقرب من المواكب ويلعبون بالآلات المقدسة؛ يجلس اثنان من قوالين قبيلة هكاري على اليمين ويعزفون على شباب بينما يجلس القوالون الثلاثة الآخرون، الذين ينتمون إلى قبيلة دوملي، على اليسار ويعزفون على دف أثناء ترديد الأناشيد الدينية.

## المريدون (ميريدخانە)
المريدون (ميريدخانە) هم العوام.

## النساء

### فَخْرَة

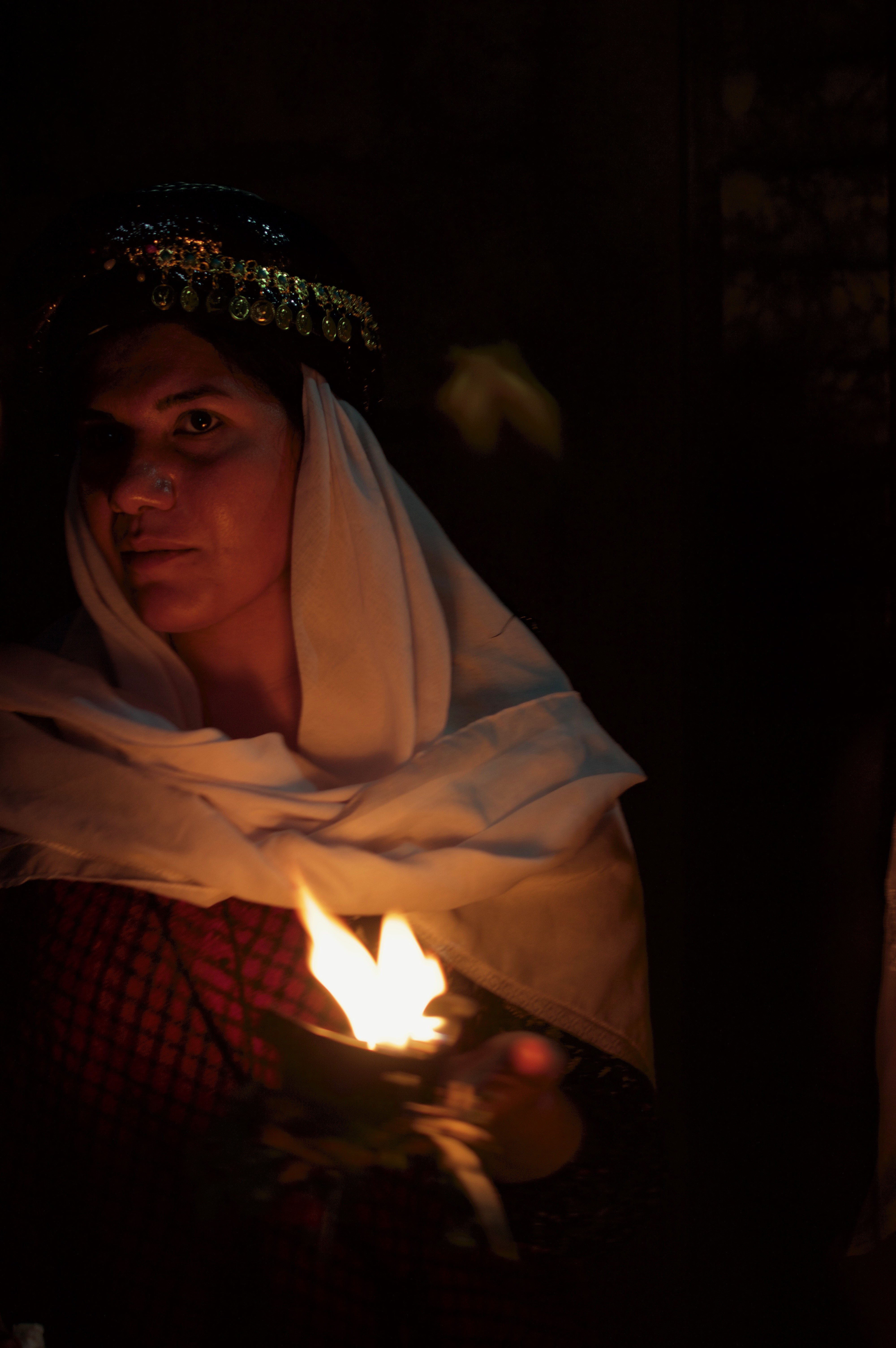
يزيدية فَخْرَة في مهرجان رأس السنة اليزيدية في لالش في 18 أبريل 2017

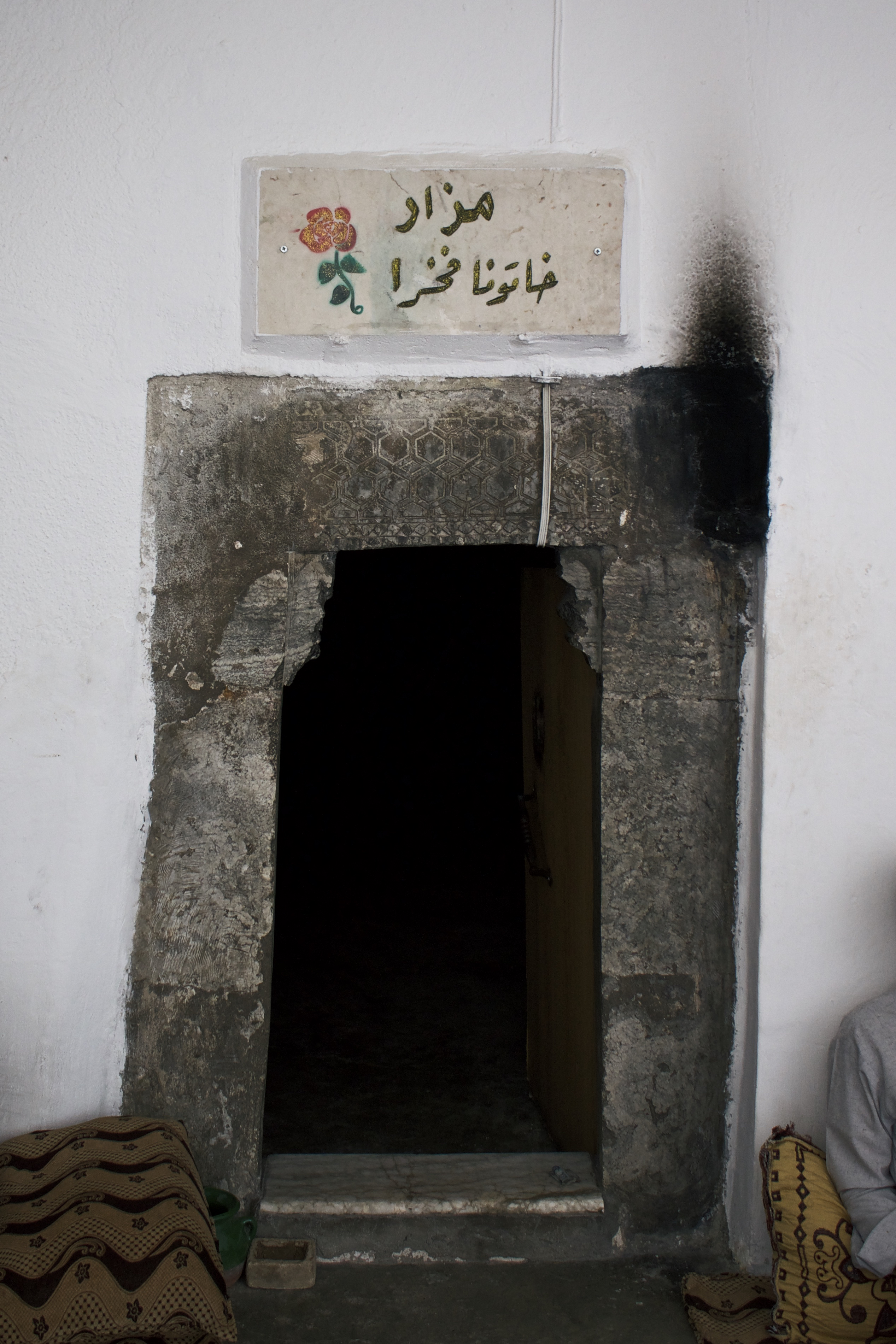
مدخل ضريح خاتونة فَخْرَة في لالش

تسمى أعضاء جماعة النساء اليزيديات بـ "فَخْرَة" (أو تكتب: فِكرَة، فَخْرَة، فَحْرَة). يتم قبول النساء اليزيديات اللاتي هن عذارى واللاتي اخترن حياة عفيفة وزاهدة كأعضاء في هذه الجماعة النسائية. تتحمل الفَخْرَة مسؤولية صيانة معبد لالش اليزيدي. وتسمى "كَبَانِي" (سيدة المنزل) رئيسة جماعة النساء اليزيديات.

### كَبَانِي
كَبَانِي ("سيدة المنزل") هن أعضاء في جماعة نسائية في لالش ويحملن أعلى رتبة ضمن الجماعة النسائية. تعد كَبَانِي أعلى رتبة نسائية يمكن أن تحققها امرأة ضمن التسلسل الهرمي اليزيدي. يتم تحديد هذه الرتبة وفقًا لأعضاء الجماعة الأكثر استحقاقًا.

## ميجوير
ميجوير هو عنوان حافظ الضريح المحلي، والمقبرة، وإلى حد أقل، حفظ التعليم الديني أو المعرفة. عادةً ما يأتي الميجويرون من طبقات الشيوخ أو الأتقياء (Pîrs)، لكن الفقراء قد يشغلون هذا المنصب أيضًا. غالبًا ما يتولى الميجوير رئاسة الجنازات وينظم الأحداث المحلية، بما في ذلك المهرجانات الدينية والطقوس السنوية للقرية مثل التواف. كما يتعين على الميجوير استقبال واستضافة القوالين خلال التواف، ويقوم بتلاوة النثر الديني والأهازيج للناس خلال الجلسات المسائية. في حين أن المختار أو شيخ القرية غالبًا ما يتولى المسائل الحكومية أو الرسمية، فإن الميجوير مسؤول عن الشؤون الدينية.

## أدوار أخرى
أخ الآخرة (birayê, xuşka, axiretê) هو "أخ" أو "أخت" روحي مدى الحياة، ويكون عادة من سلالة الشيخ. يُعيَّن أخ الآخرة لرجل أو امرأة من اليزيديين ابتداءً من سن البلوغ، ويساعده أو يساعدها على اجتياز طقوس العبور مثل حفلات الزواج. ومن المفترض أن يساعد الأخ الروحي الشخص على الوصول بأمان إلى العالم الآخر بعد وفاته.
المِرَبّي هو معلم وراثي في المجتمع الإيزيدي. وعلى الرغم من أن المربي قد ينتمي إلى أي طبقة، إلا أنه يجب أن يكون من نفس السلالة التي ينتمي إليها تلميذه.
الأوستا أو الهوستا هو معلم الأقوال (الترانيم المقدسة). هذا الدور غير وراثي ولا يقتصر على طبقة اجتماعية معينة.
الكريف أو الكريف هو العراب في المجتمع الإيزيدي، وهو الرجل الذي خُتن الغلام على ركبتيه. ويُعد الكريف صلة اجتماعية مهمة بين العائلات.